# Szűr
Sur (mađ. Szűr, nje. Siehr) je selo u južnoj Mađarskoj.
Zauzima površinu od 7,83 km četvornih.

## Zemljopisni položaj
Nalazi se na 46°6' sjeverne zemljopisne širine i 18°34'46" istočne zemljopisne dužine, sjeverozapadno od Mohača. Gereš je 4 km zapadno, južno su Imeš (2,5 km) i Székelyszabar (5,5 km), a Sevenj je 3,6 km sjeverno.

## Upravna organizacija
Upravno pripada Mohačkoj mikroregiji u Baranjskoj županiji. Poštanski broj je 7735.

## Stanovništvo
U Suru živi 289 stanovnika (2008.). 
1910-ih je u selu živjela velika njemačka zajednica. Od ondašnjih 657 stanovnika, 640 je bilo Nijemaca i 17 Mađara.

## Vanjske poveznice
- (mađ.) Szűr Önkormányzatának honlapja
- Sur na fallingrain.com